# Solanum seaforthianum
Cà kiểng, tên khoa học Solanum seaforthianum, còn gọi là mồng tơi Brasil, là loài thực vật có hoa trong họ Cà. Loài này được Andrews miêu tả khoa học đầu tiên năm 1808.